# Stekelrugtimalia
De stekelrugtimalia (Macronus ptilosus synoniem: Macronous ptilosus) is een vogelsoort uit de familie van de timalia's. De vogel komt voor op Borneo, Sumatra en het schiereiland Malakka.

## Kenmerken
De stekelrugtimalia is een timalia van gemiddeld 15 cm. De vogel is overwegend chocoladebruin gekleurd, met een zwarte keel. De kruin is roodbruin en opvallend aan deze vogel zijn de pluizige sierveren (hoewel vaak in het bos nauwelijks zichtbaar) en de blauwe washuid rond het oog tot aan de snavelbasis.

## Verspreiding en leefgebied
De soort komt voor op Borneo, Sumatra en het schiereiland Malakka. De stekelrugtimalia leeft in paren in de ondergroei van primair en secundair bos. Oorspronkelijk waren deze vogels aangepast aan natuurlijke verstoringen in regenwoud zoals aardverschuivingen en ontwortelde grote bomen. Ontbossing in de vorm van selectieve houtkap werkte in het voordeel van deze timalia. Op Borneo is dit een algemene standvogel in laaglandbos en mangrove.
De soort telt twee ondersoorten:
- M. p. ptilosus Jardine & Selby, 1835: Malakka, Sumatra en de Batoe-eilanden
- M. p. trichorrhos (Temminck, 1836): Borneo, Bangka-Belitung (Banka-Billiton).

## Status
De stekelrugtimalia heeft een groot verspreidingsgebied en daardoor alleen al is de kans op de status kwetsbaar (voor uitsterven) gering. De grootte van de populatie is niet gekwantificeerd. Veel laaglandbos wordt niet alleen selectief gekapt, maar ook omgezet in land voor agrarisch gebied. Om deze reden staat deze timalia als gevoelig op de Rode Lijst van de IUCN.